# Пам'ятний знак кременчуцькій щуці
Па́м'ятник «Щу́ка з Кременчу́ка», па́м'ятний знак кременчу́цькій щу́ці — пам'ятник у Кременчуці, символізує місто, є його візитною карткою.

## Історія
Оскільки в обласному центрі Полтаві існує (від 2006 року) свій оригінальний пам'ятник — галушці, кременчучани вирішили спорудити свою візитівку.
22 травня 2008 року Всеукраїнський благодійний фонд «Джерело Дніпра» спільно з газетою «Кременчуцька Панорама» оголосили конкурс дитячого малюнка «Символ Кременчука — це …», ідеєю якого було встановлення скульптурної композиції, яка б нагадувала кременчужанам історію міста.
Під час проведення конкурсу було відібрано три роботи, одна з яких була «Щука з Кременчука».
29 липня 2009 року на набережній Дніпра, у Придніпровському парку, відбулося урочисте відкриття пам'ятника представником фонду «Джерело Дніпра» та тодішнім міським головою Миколою Глуховим.

## Походження назви
«Пливе щука з Кременчука» — саме так називається народна пісня зі збірки Тараса Шевченка.

## Цікаві факти
- Під час відкриття пам'ятника відбулася знакова подія: по Дніпру пропливав чотирипалубний теплохід «Тарас Шевченко». Такі великі судна у Кременчуці пропливають нечасто[2].
- У місті швидко виникло новітнє повір'я: якщо закохані покладуть свої руки в пащу щуці, то навіки будуть разом[5].